# 十一棘笛鯛
十一棘笛鯛，為輻鰭魚綱鱸形目鱸亞目笛鯛科的其中一種，分布於東大西洋區，從迦納至剛果河河口，棲息深度5-20公尺，體長可達85公分，棲息在沿海珊瑚礁、岩礁區、河口區，屬肉食性，可做為食用魚。